# Измученный
«Замученный» (или «Измученный») (англ. The Tortured) — фильм ужасов, триллер снятый режиссёром Робертом Либерманом в 2010 году.

## Сюжет
Крейг звонит в полицию и сообщает, что его сына Бенджамина похитили. Полиция начинает поиски мальчика. Они находят его у маньяка, который уже убил ребёнка. Маньяк предстал перед судом, тогда и выяснилось, что помимо мальчика, Козловски (маньяк) убил ещё множество людей. Судья приговаривает Козловски к 25 годам заключения, но Элис (мать Бенджамина) хочет убить маньяка и сообщает это своему мужу, который не соглашается с ней. Она уходит от него.

Обдумав всё, Крейг всё-таки соглашается с Элис. Они похищают Козловски, когда того перевозили из тюрьмы. Крейг и Элис привозят его в загородный дом. Там они его привязывают к столу в подвале и начинают пытать. Крейг работал на скорой помощи и ему удается украсть с работы препараты, которые поддерживают жизнь Козловски. В финале выясняется, что помимо маньяка, в фургоне находился ещё один заключенный, приговоренный к 1,5 годам заключения за уклонение от уплаты налогов. После того как фургон попал в аварию Крейг и Элис нашли тело, но не поняли, что это был не Козловски. Козловски удалось сбежать, а пыткам подвергся невиновный в гибели ребёнка человек. Козловски, в итоге, ловит полиция, а невиновный мученик кончает жизнь самоубийством.

## В ролях
- Эрика Кристенсен — Элис
- Джесси Меткалф — Крейг
- Билл Моусли — Джон Козловски
- Фульвио Чечере — детектив Бергер
- Томас Гринвуд — Бенджамин
- Джон Р. Тейлор — священник
- Вив Ликок — полицейский Паттерсон
- Дэррил Шилар — полицейский Алварез
- Стефен Парк — доктор Лок
- Зак Сантьяго — молодой полицейский
- Джей ЛаРоуз — охотник
- Брент Стейт — федеральный маршал

## Факты о фильме
- Первоначально на роль Козловски планировался Чарли Шин, но впоследствии он отказался от неё[1].
- Съемки проходили в городе Лэнгли (Канада) и Ванкувере (Канада)[2].
- Фильм впервые вышел на DVD 8 ноября 2009 года в США, но в Европе он появился только в августе 2010 года[3].